# Tarakiris occidentals
Els tarakiris occidentals són els membres d'un clan ijaw que viuen a l'estat del Delta i de Bayelsa, al sud de Nigèria. Els tarakiris prenen el seu nom de l'avantpassat comú que tenen amb els tarakiris orientals, Tara, un net d'Ujo. Els tarakiris occidentals parlen el dialecte tarakiri oest de la llengua izon.

## Història

### Tarakiris occidentals
Al voltant de l'any 1500 un gran nombre de ijaws de Benin City van abandonar la ciutat per culpa de les lleis opressores del rei Esigie i a la guerra civil d'aquest amb el Príncep Oruayan i van fundar la ciutat de Tarakiri. Però els tarakiris van abandonar la ciutat degut a una guerra civil amb els meins i van anar a viure cap al riu Forcados. A causa d'aquest conflicte, els tarakiris van emigrar cap a l'oest del delta del Níger al segle xvi, a on van fundar diverses ciutats: Orua, Ebedebiri, Angalabiri, Sampou, Gbemangalabiri, Egbediana, Agberi i Anyamasa.